# قرار مجلس الأمن التابع للأمم المتحدة رقم 1277
قرار مجلس الأمن التابع للأمم المتحدة رقم 1277، المعتمد في 30 تشرين الثاني / نوفمبر 1999، بعد الإشارة إلى جميع القرارات ذات الصلة بشأن هايتي بما في ذلك القرار 1212 (1998)، مدد المجلس ولاية بعثة الشرطة المدنية التابعة للأمم المتحدة في هايتي ريثما يتم الانتقال إلى مجموعة مدنية بحلول 15 مارس 2000.
أحاط مجلس الأمن علما بطلب من الحكومة الهايتية لإنشاء بعثة دولية للدعم المدني في البلاد. وقد أسهمت عمليات مختلفة للأمم المتحدة بشكل كبير في إضفاء الطابع المهني على الشرطة الوطنية الهايتية وتطوير جهازها القضائي ومؤسساتها الوطنية.
طُلب من الأمين العام كوفي عنان تنسيق الانتقال من بعثة الشرطة المدنية الدولية والبعثة المدنية الدولية في هايتي إلى بعثة الأمم المتحدة في هايتي وتقديم تقرير عن تنفيذ القرار الحالي بحلول 1 آذار / مارس 2000.
تم تبني القرار، الذي صاغته الأرجنتين والبرازيل وكندا وفرنسا والولايات المتحدة وفنزويلا، بأغلبية 14 صوتًا وامتناع روسيا عن التصويت. وقال الممثل الروسي إن النص يتعارض مع طلب هايتي، التي طلبت حضورًا غير نظامي؛ بدلاً من ذلك، دعمت روسيا وجودًا مدنيًا متعدد الأوجه في البلاد.

## روابط خارجية
- نص القرار في undocs.org